# Badou Ezaki
Badou Ezaki (Sidi Kacem, Marrocos, 2 de Abril de 1959) é um ex-futebolista marroquino, e actualmente treinador, atuou como goleiro.

## Carreira
Foi um notável guarda-redes, posição pela qual actuou na Seleção Marroquina de Futebol nos Jogos Olímpicos de Verão de 1984. e Copa do Mundo FIFA de 1986.
Foi indicado pela France Football como Futebolista Africano do ano na França em 1986.
Em 2006, foi apontado pela CAF como um dos 200 melhores futebolistas africanos dos últimos 50 anos.
Treinou o Kawkab Marrakech até 2007. Atualmente comanda novamente a Seleção Marroquina de Futebol, onde já treinou anteriormente no período de 2002 a 2005.